# RMAライナウ

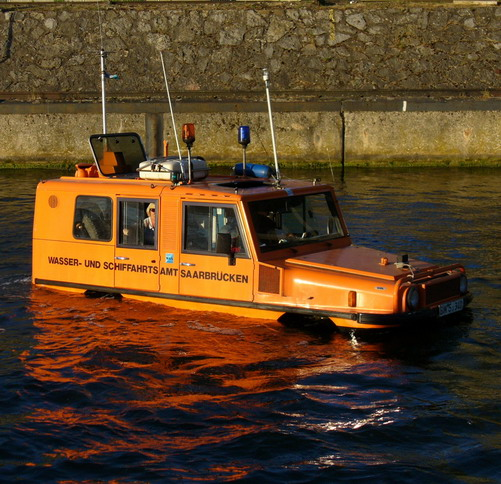
ザールブリュッケン海運事務所で使用しているアンフィレンジャー2800SR

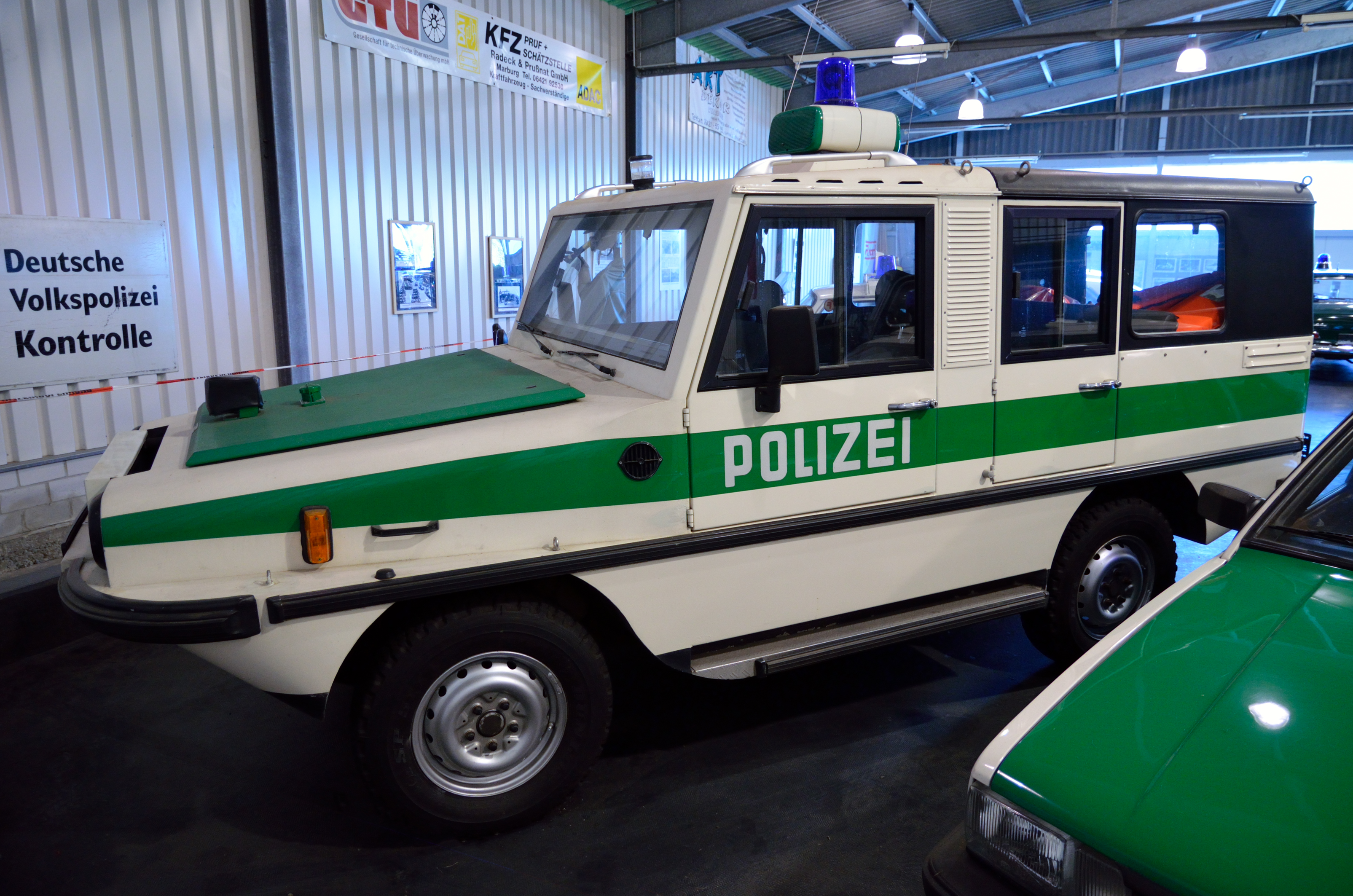
マールブルグの警察博物館にある警察仕様のアンフィレンジャー2800SR

RMAライナウ（RMA Rheinau GmbH & Co. KG） は、ドイツのケールにありガス、オイル、水のパイプライン用品を生産しているメーカーである。
1990年代には水陸両用車を生産していた自動車メーカーであった。

## 製品
- アンフィレンジャー2800SR（ドイツ語版）（Amphiranger2800SR ） - 水陸両用車[1][2][3][4]。全長4,720mm[1][2][5][3][6][7]、全幅1,930mm[1][5][3][6][7]、全高1,915mm[1][5][3][6][注釈 1]。ホイールベース2,500mm[1][2][5][3][6][7]。最小回転半径6.0m[5]。乗車定員6名[5][6][7][注釈 2]。車体は一体型ロールバー[2]や浮力室[1][2][4]を持つ特殊な構造のアルミニウム製で軽量化を図られている[2]が車両重量は1,940kg[1][3][6][注釈 3]に及ぶ。エンジンは水冷[3][7]V型6気筒[1][2][5][3][4][7]SOHC[1][5][7]のインジェクション[1]仕様、ボアφ93mm×ストローク72mm[1][5][3][6][7]の2,933cc[1][5][3][6][7]で140PS[4]/5,000rpm[1][5][3][注釈 4]または145PS/5,500rpm[6][7]、22.6kgm/3,000rpm[5][3][6][7]。フロントエンジン[3][6][7]の四輪駆動[3][6][7]。トランスミッションは5MT[5][3][6]。陸上では4WDで走行し最高速度140km/h[1]、水上では電動格納式[1][2][4]のスクリュー[1][2][4]を出して走行し15km/h[1][2][3]。燃料はガソリン[1]でタンク80リッター[3][6][7]。タイヤは215R16[5][3][6][7]。日本にも左右ハンドル[5][3][7]仕様とも日商岩井[1]（現双日）が輸入し1991年2240.0万円[5]、1993年2435万円[8]、1994年約2600万円[9]で販売され、電力会社のパトロールや緊急車両として導入された[4]。